# サイル・ラリン
サイル・クリストファー・ラリン（Cyle Christopher Larin，1995年4月17日 - ）は、カナダのサッカー選手。ラ・リーガ・RCDマジョルカ所属。カナダ代表。ポジションはフォワード。同国代表の最多得点記録保持者（25点）。

## 経歴
2015年1月、ヨーロッパのクラブからオファーを貰うも、メジャーリーグ・サッカーのオーランド・シティSCに加入した。ドラフトでは1位指名を受けていた。
2018年1月、ベシクタシュJKに移籍した。
2022年7月4日、クラブ・ブルッヘに3年契約で移籍した。
2023年1月24日、買取オプション付きの契約で2022-23シーズン終了までレアル・バリャドリードへレンタル移籍をした。
2023年8月3日、RCDマジョルカへ移籍金750万ユーロで完全移籍し、5年契約を結んだ。

## 代表経歴
2014年5月26日、親善試合のブルガリア代表戦にて、試合終了間際にシメオン・ジャクソンとの途中交代でカナダ代表デビューを果たした。
2021年11月16日、2022 FIFAワールドカップ・予選のメキシコ代表戦にて2得点を挙げたことで、カナダ代表の歴代最多得点記録である21得点のドウェイン・デ・ロサリオを追い抜いた。

## 代表歴

### 出場大会
- カナダ代表
  - 2022 FIFAワールドカップ

### 試合数
- 国際Aマッチ 65試合 28得点（2014年-）[9]

| カナダ代表 | 国際Aマッチ | 国際Aマッチ |
| 年         | 出場        | 得点        |
| ---------- | ----------- | ----------- |
| 2014       | 3           | 0           |
| 2015       | 11          | 4           |
| 2016       | 5           | 1           |
| 2017       | 4           | 0           |
| 2018       | 4           | 3           |
| 2019       | 4           | 0           |
| 2020       | 0           | 0           |
| 2021       | 13          | 14          |
| 2022       | 14          | 3           |
| 2023       | 7           | 3           |
| 2024       |             |             |
| 通算       | 65          | 28          |

## タイトル
ベシクタシュJK
- スュペル・リグ : 2020-21
- テュルキエ・クパス : 2020-21